# Seramkauz

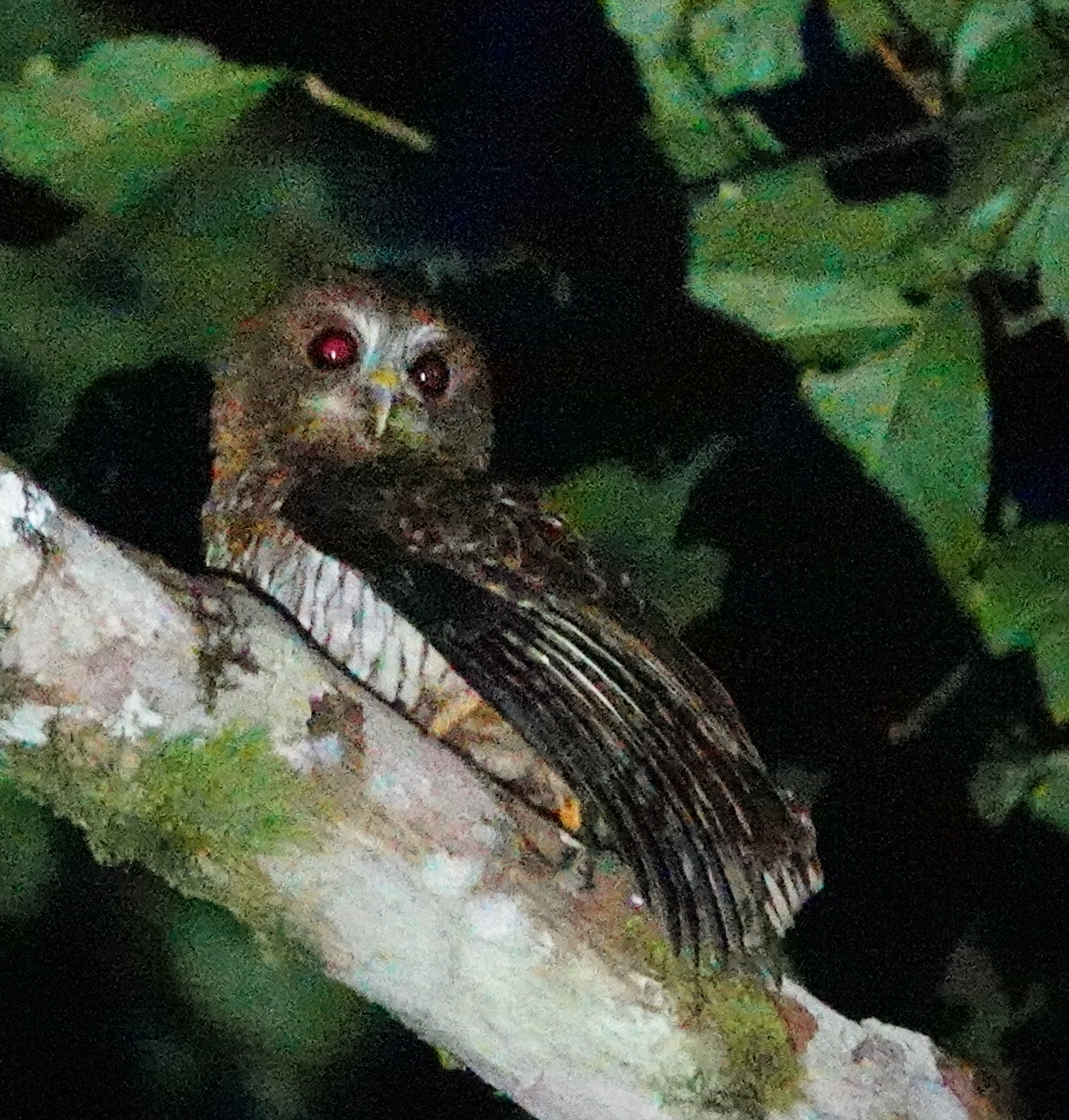
Seramkauz

Der Seramkauz (Ninox squamipila), auch Molukken-Buschkauz oder Molukkenkauz genannt,  ist eine mittelgroße, auf den Molukken beheimatete Eule der Gattung Buschkäuze (Ninox). Der Kopf ist verhältnismäßig groß und rund, und er hat eher breitere Schultern, während sich der Körper nach unten verjüngt. Er trägt keine Federohren und besitzt gegenüber anderen Arten der Gattung einen relativ kurzen Schwanz. Je nach Unterart variiert die Körpergröße von etwa 26 bis 38 cm.

## Unterarten und deren Verbreitung
Mit Stand 2008 sind vier Unterarten bekannt, deren Verbreitungsgebiet auf den Molukken liegt. Da die einzelnen Inseln recht weit auseinander liegen, sind die Unterarten jeweils unterschiedlich groß und gezeichnet. Nachfolgend sind Beschreibung und Vorkommen der Unterarten dargestellt. Über die Jungvögel gibt es bisher keinerlei Aufzeichnungen. Die Flügellänge ist hier vom Bug (Ellenbogengelenk) bis zur Spitze der längsten Handschwinge angegeben.

### Ninox squamipila squamipila
Ninox squamipila squamipila (Bonaparte 1850), die Nominatunterart, kommt auf Seram endemisch vor.
Das Gesicht ist rötlichbraun befiedert, um die Augen und an der Schnabelbasis heller, bis fast weiß. Der Überaugenstreif ist schmal und fast weiß. Die Iris ist dunkelbraun bis dunkelrotbraun oder auch gelb. Vereinzelt gibt es Aufzeichnungen darüber, dass die Irisfärbung altersabhängig sei: bei jüngeren Vögeln noch braun, bei älteren dann gelb. Der Schnabel ist blassgrau und die Nasenwachshaut gelb. Der Kopf ist dunkelbraun und der Rücken dunkelrotbraun gefärbt. Die Schulterfedern sind mit kurzen, fast weißen Bändern versehen, und die Deckfedern sind ockerfarben gefleckt. Die Handschwingen sind ebenfalls rötlichbraun und mit normalerweise vier Reihen blass rostfarbener Bänder gezeichnet. Während des Rufs kann man gut erkennen, dass die Kehle fast weiß ist. Die obere Brust ist auch rotbraun befiedert und dicht mit dunklen Querbändern versehen. Weiter abwärts wird die Färbung blasser, die dunklen rotbraunen Querbänder erkennt man damit deutlich besser. Die Unterschenkel sind bis zu den beborsteten gelblich-braunen Zehen ebenfalls rotbraun befiedert. Die Krallen werden an den Spitzen dunkler. Der Flügel ist 190 bis 212 mm lang, der Schwanz etwa 135 mm, und die Lauflänge beträgt etwa 32 mm. Das Gewicht eines Männchens wurde mit 210 g gewogen.
Sein Ruf ist ein weit hörbares, weiches wooo-wooo-wu-wu-wu-wu. Außerdem gibt er eine Reihe froschähnlich quakender Doppellaute wie kwaor-kwaor kwaor-kwaor oder kwua-kwua kwua-kwua wieder. Beim Weibchen klingt dieser Ruf etwa ein Ton höher.

### Ninox squamipila forbesi

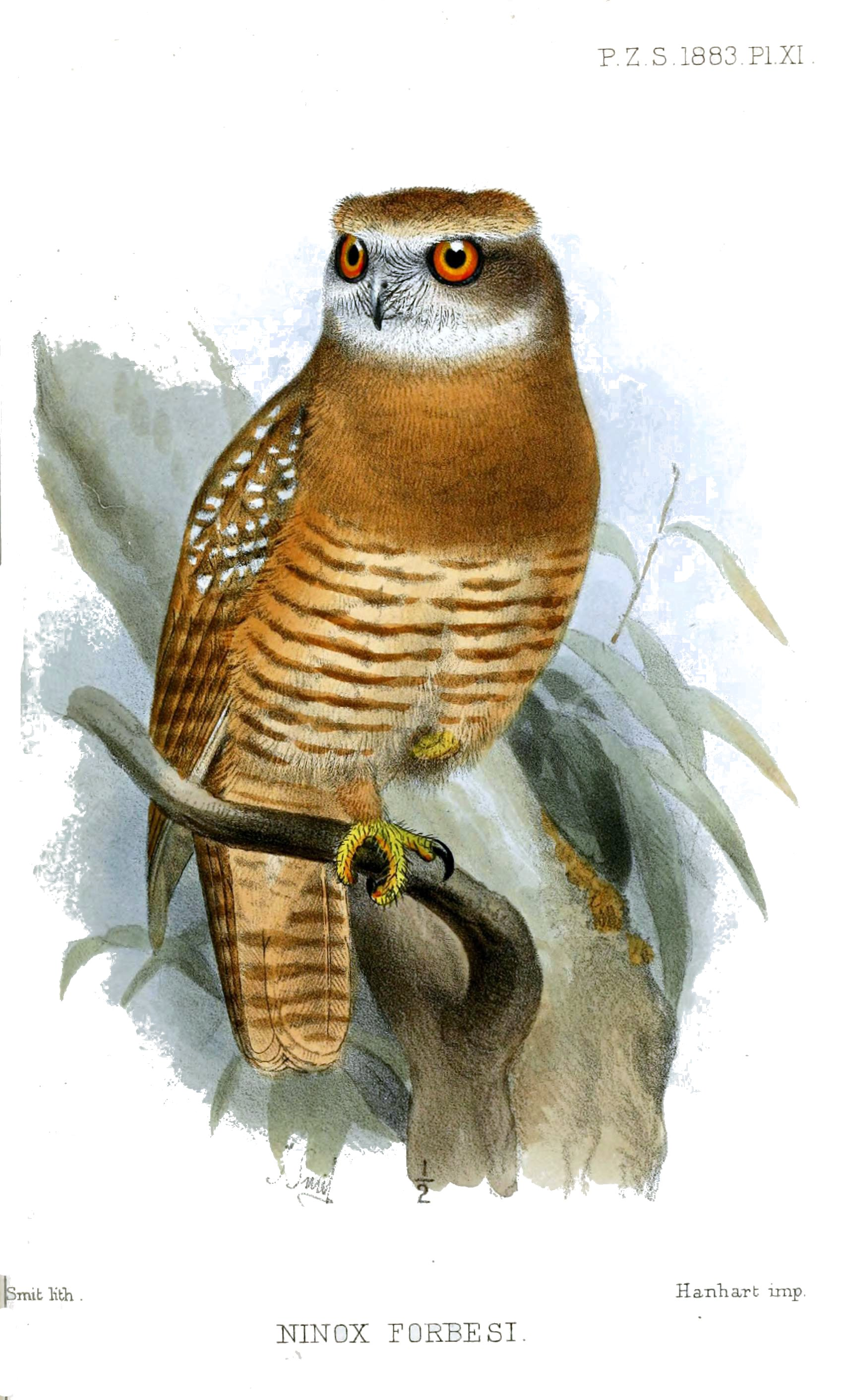
Ninox squamipila forbesi

Ninox squamipila forbesi (P. L. Sclater 1883) ist auf den Tanimbar-Inseln endemisch beheimatet.
Die Befiederung dieser Unterart ist deutlich blasser rötlichbraun, während sich die Färbung zwischen Kopf und Rücken kaum unterscheidet. Die Deckfedern sind dunkel und dicht bebändert, aber auch mit weißen, schmalen Querbändern versehen. Die Handschwingen sind ebenfalls deutlich erkennbar gebändert. Auf der oberen Brust heben sich die breiten ockerfarben bis rötlichbraunen Querbänder kaum noch von der eigentlichen Federfärbung ab. Weiter unten ist die Brust fast weiß gefärbt, die Querbänder sind hier recht deutlich erkennbar. Die Iris ist gelb. Der Flügel ist 190 bis 212 mm lang, der Schwanz etwa 135 mm.
Sein Ruf klingt wie ein doppeltöniges oo-ook mit Akzent auf der ersten Silbe, leicht abfallend auf der zweiten. Manchmal gehen die zwei Silben in eine überzogene Doppelsilbe über. Es wurde auch eine Serie von sieben bis acht etwa halbsekündigen Tönen beobachtet, die sehr an menschenähnliche Klageschreie erinnern.

### Ninox squamipila hantu
Ninox squamipila hantu (Wallace 1863) kommt endemisch auf Buru vor.
Diese Unterart ist auf dem Rücken blasser gefärbt als Ninox s. hypogramma, die Flügelbänderung ist schwächer ausgeprägt. Die Brust ist blass rostbraun bis ocker gefärbt, die Querbänderung eher unauffällig. Die Iris ist gelb. Der Flügel ist 190 bis 212 mm lang, der Schwanz 127 bis 147 mm, und die Lauflänge beträgt etwa 33 mm. Das Gewicht wurde mit 140 g gewogen.
Bei Aggression wurde bei ihm ein lautes, keckerndes ko-ka-käkäkä beobachtet. Von den Bewohnern der Molukkeninsel Buru wird er deshalb auch Kokakä genannt.

### Ninox squamipila hypogramma

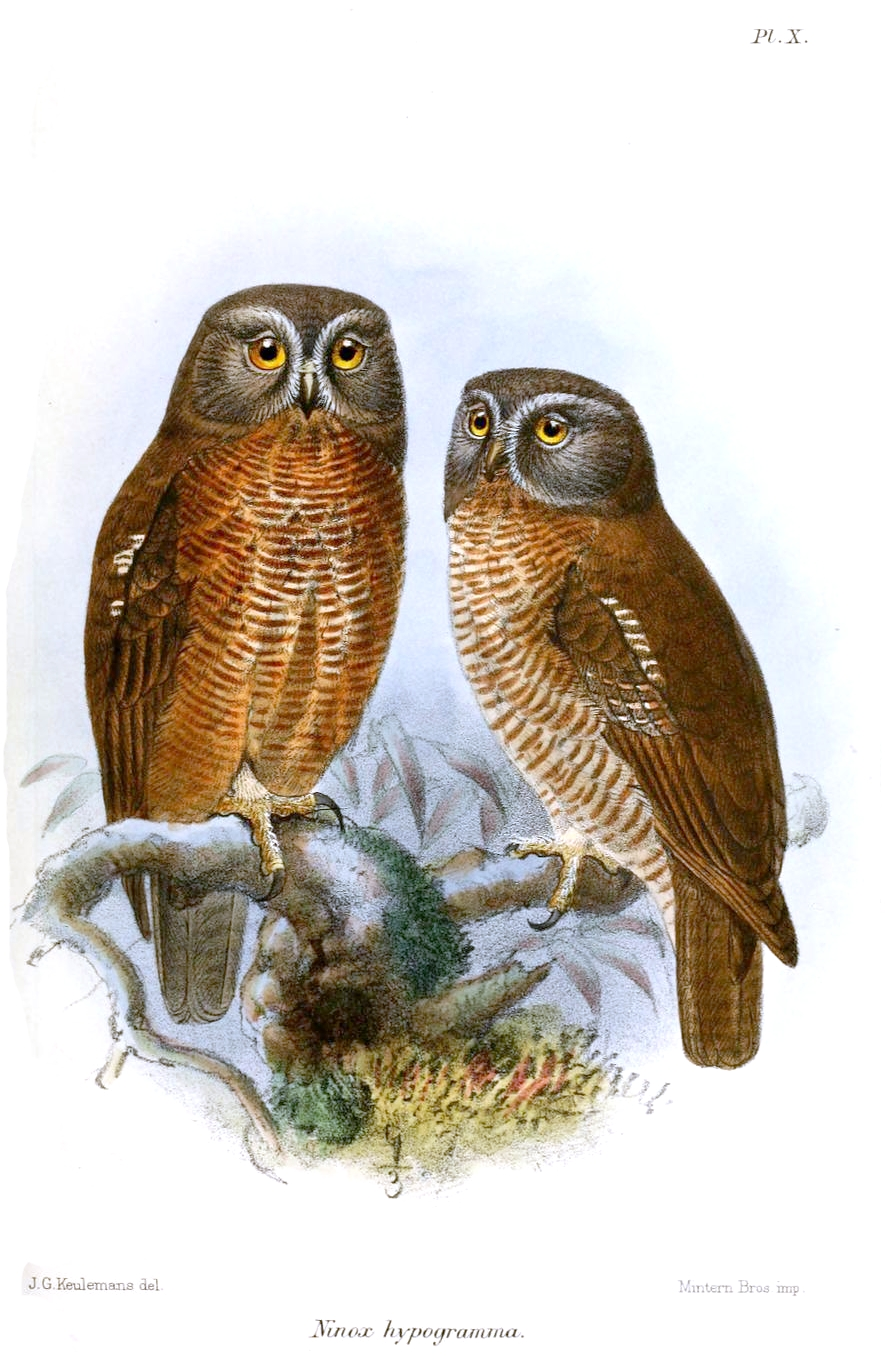
Ninox squamipila hypogramma

Ninox squamipila hypogramma (G. R. Gray 1860) kommt endemisch auf Halmahera, Ternate und den östlichen Bacan-Inseln vor.
Der Kopf ist dunkelgraubraun und der Rücken stumpf rostbraun befiedert. Die Brust ist rötlichbraun gefärbt, dicht mit dunklen und vereinzelten weißen Querbändern besetzt. Die Iris ist gelb. Der Flügel ist 220 bis 241 mm lang, der Schwanz 140 bis 157 mm, und die Lauflänge beträgt etwa 25,5 mm.
Sein Ruf ist ein weit hörbarer, rauer Doppelkehllaut gleicher Tonhöhe von einer Dauer von etwa einer Sekunde. Dieser wird in Intervallen von 5 bis 7 Sekunden fast endlos wiederholt.

## Verwechslungsmöglichkeiten
Aufgrund des Aussehens ist es möglich, den Seramkauz mit dem Ockerbauchkauz (Ninox ochracea) zu verwechseln. Dieser trägt aber keine Querbänder auf der Brust. Der Pünktchenkauz (Ninox punctulata) trägt einen gut erkennbaren weißen Kehlfleck und ist auf dem Kopf und den Mantelfedern mit weißen Punkten versehen. Zudem kommen beide nur auf Sulawesi vor. Der Kläfferkauz (Ninox connivens) ist deutlich weniger rotbraun gefärbt, auf dem Rücken eher dunkelbraun bis grau und auf der Brust weiß mit dunkelbraunen bis grauen Längsstreifen. Der Falkenkauz (Ninox scutulata) hat eine deutlich falkenähnlichere Gestalt und einen kleineren Kopf, die Brust ist mit gut erkennbaren, rotbraunen, tropfenähnlichen Längsbändern versehen.

## Habitat und Vorkommen
Der Seramkauz lebt in Wäldern, Hainen und im Dickicht. Er wurde sowohl in Küstengebieten als auch in tropischen Flachland-Regenwäldern und Gebirgswäldern bis 1400 m auf Seram, bis 1750 m auf Buru und bis 1200 m auf Halmahera und den Bacan-Inseln gesichtet.
Man kann ihn häufig gegen Abend und Nacht hören, tagsüber nur vereinzelt. Er ist nur sehr selten zu sehen, da er sich hauptsächlich im dichten Dickicht oder in Baumkronen mittlerer Höhe aufhält, dort oft auf exponierten Zweigen oder Stümpfen. Tatsächlich kommt er nicht gerade selten vor, scheint weit verbreitet zu sein und tritt entweder allein oder als Pärchen auf. Außerdem konnte beobachtet werden, dass Imitationen der Rufe der jeweiligen Unterart beantwortet werden.

## Verhalten

### Ernährung
Der Seramkauz ernährt sich wahrscheinlich größtenteils von Insekten wie beispielsweise Heuschrecken. Seiner Physiologie und Sensibilität der Augen und Ohren nach zu urteilen, jagt er eher visuell. Im mittelhohen Dickicht zeichnet er sich dabei durch seine hohe Wendigkeit aus.

### Brutverhalten
Über Brut, Nachkommen und Aufzucht ist bis heute nichts verzeichnet worden.

## Artenschutz
Der Seramkauz ist als Endemit auf vereinzelten Inseln der Molukken auf einen recht kleinen Lebensraum beschränkt. Die Art kommt dort jedoch eher häufiger vor. Beobachtern zufolge soll er auf Buru überall anzutreffen sein. Da er sich hauptsächlich von Insekten ernährt, wird der Seramkauz über die Nahrungskette von Pestiziden bedroht.

## Verwandtschaft und Systematik
Der Seramkauz ist mit dem Einfarbkauz (Ninox theomacha, Neuguinea), dem Bismarckkauz (Ninox variegata, Bismarck-Archipel) und dem Manuskauz (Ninox meeki, Admiralitätsinseln) verwandt. Da sie sich zu sehr morphologisch (Federkleid, Augenfarbe) und insbesondere durch den Ruf vom Seramkauz unterscheiden, nehmen König & Weick (2008) wegen seiner geographischen Isolation eine engere Verwandtschaft zwischen Weihnachtsinselkauz (Ninox natalis, Weihnachtsinsel) und Boobookkauz (Ninox boobook, Australien) an. Die teilweise andersartige Ernährung und das besonders isolierte Vorkommen (2400 km von Buru entfernt, 375 km von West-Java) schließt eine direkte Verwandtschaft eher aus.